# Alexandra Jupiter
Alexandra Jupiter (ur. 11 marca 1990 w Charenton-le-Pont) – francuska siatkarka, reprezentantka kraju, grająca jako atakująca. Obecnie występuje w drużynie Entente Sportive Le Cannet-Rocheville.